# 富力地產
广州富力地产股份有限公司（港交所：2777）成立於1994年，是广州主要的房地產開發公司之一，業務主要在广州、北京、上海及天津等等十三個中国核心城市開發房地產項目。集團亦從事提供其他房地產相關配套服務，包括房地產管理及房地產代理及中介服務。集團總裁為張力。是一個集住宅發展丶電商丶醫療丶文旅丶酒店於一身的集團。

## 簡介
富力地產由李思廉成立於1994年，到了2005年7月在香港交易所主板上市。曾經成為恆生中國企業指數成分股之一，於2011年被剔除。
2009年12月，富力地產聯同碧桂園及雅居樂地產同組的財團以255億元人民幣投得廣州番禺亞運城的地皮。
2010年4月，富力地產以70.5億元人民幣投得天津津南區咸水沽鎮一幅地皮，創下天津單一項目樓盤的體量紀錄和最高地價紀錄。
2011年6月，富力地產收購因為財政困難瀕臨解散的中甲球會深圳鳳凰足球俱樂部，並且改名廣州富力足球俱樂部。
2013年12月2日富力地產以約45億馬來西亞幣（約108.1億港元）向馬來西亞柔佛依不拉欣蘇丹皇室（Sultan Ibrahim Johor）收購位於柔佛州新山地區的六幅地塊，地盤面積約116英畝，估計待開發的物業可售樓面面積達350萬平方米。2014年6月21日富力地产正式推介这个发展项目并命名为 Princess Cove Tanjung Puteri。
2017年7月19日 萬達集團，融創中國及富力地產在北京召開合作發布會，公告出售資產細節，其中，富力地產以199.06億人民幣收購萬達集團旗下76家酒店項目全部股權及煙台萬達文華酒店70%權益，77家酒店資產淨值預期為不少於331.76億元，包括兩間未開業酒店的估計成本，擁有總建築面積約為328.6萬平方米及合共23202間客房，從萬達手中以較低價格接手77家萬達酒店後，富力地產將持有超過100家酒店，成為全球最大的五星級酒店業主，77家酒店，2016年收入為53億元，盈利8億多。
2019年12月19日富力地產以每股13.68港元向市場配售2.73億新股，佔目前已發行H股約26.89%及已發行總股本8.47%，配售完成後，將佔已擴大後H股21.19%，佔總股本為7.81%。籌集所得款項約37.35億港元，將用作償還境外債務
2020年4月，富力地產以3.3億人民幣向大股東出售物業管理業務。
2023年7月，富力地产被广东祥正商贸有限公司、广州市广丰混凝土有限公司申请破产清算。富力地产解释称，其风波源自一场标的2000万元的商票纠纷。对此，富力地产回复广州日报记者表示：广州富力目前的资产高于负债，不存在资不抵债的情况，且经营正常，不具备破产原因；与广丰混凝土、祥正商贸正在积极商谈和解中。7月14日，广州市中级人民法院裁定不予受理广丰混凝土、祥正商贸对富力地产提出的破产清算申请。